# Rivals (série télévisée)
Rivals est une série télévisée britannique créée par Elliot Hegarty basée sur le roman du même nom de Jilly Cooper et diffusée internationalement sur Disney+.

## Synopsis
Dans le comté anglais fictif du Rutshire, Rupert Campbell-Black, Declan O'Hara et Lord Tony Baddingham s'affrontent par le biais de la chaîne de télévision Corinium.

## Distribution
- Alex Hassell (VF : Jean-Pierre Michaël) : Rupert Campbell-Black
- David Tennant (VF : Sébastien Desjours) : Lord Tony Baddingham
- Aidan Turner (VF : Marc Arnaud) : Declan O'Hara
- Victoria Smurfit (VF : Juliette Degenne) : Maud O'Hara
- Bella Maclean (VF : Julia Boutteville) : Taggie O'Hara
- Catriona Chandler (VF : Joséphine Ropion) : Caitlin O'Hara
- Nafessa Williams (VF : Amélia Ewu) : Cameron Cook
- Katherine Parkinson (VF : Rafaèle Moutier) : Lizzie Vereker
- Oliver Chris (VF : Damien Ferrette) : James Vereker
- Danny Dyer (VF : Laurent Maurel) : Freddie Jones
- Lisa McGrillis (VF : Léovanie Raud) : Valerie Jones
- Claire Rushbrook (VF : Julie Dumas) : Lady Monica Baddingham
- Luke Pasqualino (VF : Juan Llorca) : Basil « Bas » Baddingham
- Rufus Jones (VF : Philippe Valmont) : Paul Stratton
- Bryony Hannah : Deirdre Kilpatrick
- Milo Callaghan : Seb Burrows
- Lara Peake (VF : Antonella Colapietro) : Daysee Butler
- Gary Lamont (VF : Guillaume Bourboulon) : Charles Fairburn

 Source et légende : version française (VF) sur RS Doublage

## Épisodes
Les épisodes sont numérotés de 1 à 8.